# Василиос Индзес
Василиос (Василис) Хараламбус Индзес (на гръцки: Βασίλειος, Βασίλης Χαραλάμπους Ιντζές) е гръцки политик от Общогръцкото социалистическо движение.

## Биография
Роден е в семейство на понтийски гърци. На 16 февруари 1964 година е избран за депутат от ном Сяр от венизелисткия Съюз на центъра на Георгиос Папандреу. На 20 април 1975 година е избран на частични избори от ном Сяр в гръцкия парламент. В 1981 година става министър на Северна Гърция в правителството на Андреас Папандреу, като остава на поста до юни 1985 година.